# Spirála mlčení
Spirála mlčení je koncept, který říká, že názory člověka jsou ovlivněny tím, co daný člověk předpokládá, že si myslí jiní lidé. Do sociologie a mediálních studií vnesla tento pojem německá socioložka Elisabeth Noelle-Neumannová. Spirála mlčení byla poprvé použita v článku Kumulation, Konsonanz und Öffentlichkeitseffekt, který roku 1973 vyšel v časopise Publizistik.

## Definice
Podle Noelle-Neumannové mají lidé strach být se svými názory v izolaci – tento strach je podle ní antropologickou konstantou. Proto lidé neustále sledují své okolí a vyhodnocují, který názor je většinový a který menšinový. Většinový názor pak bez obav vyjadřují, menšinový názor nikoli. Jsou při jeho vyjadřování opatrnější, či zcela umlknou. Tak se většinový názor stává ve společnosti hlasitější, než odpovídá jeho reálné síle, což vede k dalšímu umlkání menšiny. Tento efekt Noelle-Neumannová nazvala spirála mlčení. V této základní podobě byl mnohokrát potvrzen například při předvolebních výzkumech, kdy se voliči některých stran obávali výzkumníkům sdělit svou skutečnou volbu, a mezi výsledky voleb a předvolebními výzkumy veřejného mínění byla zjevná disproporce. Některé výzkumy se spirálou mlčení dnes počítají a zjištěné preference některých stran ve svých modelech násobí příslušným koeficientem.[zdroj?]

## Spirála mlčení jako mocenský nástroj
Noelle-Neumannová šla však ještě dále a prohlásila, že jedinec, který má pocit, že jeho názor je sociálně nepřijatelný a marginální, může nejen utichnout, ale dokonce i změnit své chování. Německou socioložku k tomu přivedly některé předvolební výzkumy, v nichž se objevují tzv. last-minute swings (změny názoru na poslední chvíli), tedy rozhodnutí zvolit nakonec jinou stranu, než bylo voličovým dlouhodobým záměrem, v drtivé většině stranu ve výzkumech veřejného mínění nejsilnější. Podle Noelle-Neumannové právě lidé, kteří mění své volební chování na poslední chvíli, takto podléhají spirále mlčení, respektive obávají se tzv. Isolationsfurcht, tedy strachu z potrestání izolací. Je přitom prý jedno, že volba je tajná, důležité je, že někteří lidé by se v izolaci cítili, kdyby věděli, že volili proti hlavnímu proudu. Na tzv. last-minute swing již ve 30. letech 20. století upozorňoval jeden z otců moderního výzkumu veřejného mínění Paul Felix Lazarsfeld.

## Bandwagon effect
S pojmem spirála mlčení souvisí i pojem bandwagon effect, česky stádový efekt, který též přisuzuje médiím silný účinek na publikum. Jde o touhu voličů být na straně vítězů („jet na vagóně s kapelou“). Voliči se rozhodují podle volebních průzkumů, jelikož chtějí být na straně silnějšího (na straně vítěze). Média tak nastavují pohled na domnělé dominantní rozložení sil ve společnosti. Domnělí favorité tak čerpají podporu jen z tohoto jevu.

## Role médií ve spirále
Spirála mlčení má zásadní význam v mediálních studiích, neboť lidé se silnějším strachem z izolace, které Noelle-Neumannová popsala, neindikují míru všeobecného souhlasu se svými názory jen podle výzkumů veřejného mínění (ostatně i ty jsou zprostředkovány médii), ale právě i podle toho, jak moc jejich názor nachází zastání v médiích, zda je zde hodnocen jako legitimní a zda je v nich vůbec reprezentován. Je možné, že delegitimizací a umlčením určitých názorů mají média vliv na tuto část populace, jež je citlivá na sociální izolaci, a odradí ji například od zamýšleného volebního chování.

## Avantgardisté a tvrdé jádro
Podle Noelle-Neumannové je však třeba vědět, že existují i skupiny veřejnosti, na něž spirála mlčení nemá vliv. Jde především o dvě skupiny. Tzv. avantgardisté, tedy lidé s potřebou jít proti hlavnímu proudu, a tzv. tvrdé jádro, tedy vyznavači určitého názoru, kteří již předem se svou sociální izolací počítají a jsou připraveni ji podstupovat (je zjevné, že některé politické strany takové tvrdé jádro mají, jiné nikoli – podle toho musejí volit své komunikační strategie).